# Noel Acciari
Noel Acciari (* 1. Dezember 1991 in Johnston, Rhode Island) ist ein US-amerikanischer Eishockeyspieler, der seit Juli 2023 bei den Pittsburgh Penguins aus der National Hockey League unter Vertrag steht und für diese auf der Position des Centers spielt. Zuvor verbrachte er vier Jahre bei den Boston Bruins, drei Spielzeiten bei den Florida Panthers und war kurzzeitig für die St. Louis Blues und Toronto Maple Leafs aktiv.

## Karriere
Acciari wechselte nach seiner High-School-Zeit an der Bishop Hendricken School und Kent School zwischen 2007 und 2011 ans Providence College. Dort setzte er sein Freshman-Jahr mit dem Eishockeysport aus und stieg erst mit Beginn der Saison 2012/13 – parallel zu seinem Studium – in das Eishockeyprogramm des Colleges ein. Mit diesem lief er in den folgenden drei Jahren in der Hockey East, einer Division im Spielbetrieb der National Collegiate Athletic Association auf. In seiner dritten und letzten Saison gewann er mit dem Team die nationale Collegemeisterschaft. Zudem wurde er zum besten Defensivstürmer der Hockey East ernannt.
Im Anschluss an seine Collegezeit wurde Acciari, der ungedraftet geblieben war, von den Boston Bruins aus der National Hockey League im Juni 2015 für zwei Jahre verpflichtet. Seit Beginn der Saison 2015/16 kommt er dort sowohl im NHL-Kader, als auch in deren Farmteam, den Providence Bruins, in der American Hockey League zu Einsätzen. Im Sommer 2017 wurde sein Vertrag um weitere zwei Jahre verlängert und er etablierte sich fortan im NHL-Aufgebot der Bruins. Im Juli 2019 schloss sich Acciari dann im Rahmen eines Dreijahresvertrag als Free Agent den Florida Panthers an. In gleicher Weise wechselte er im Juli 2022 zu den St. Louis Blues.
Bereits im Februar 2023 allerdings wurde Acciari im Rahmen eines größeren Tauschgeschäfts samt Ryan O’Reilly zu den Toronto Maple Leafs transferiert. Die Blues übernahmen dabei weiterhin die Hälfte von O’Reillys Gehalt und erhielten im Gegenzug Adam Gaudette, Michail Abramow, ein Erstrunden-Wahlrecht und ein Drittrunden-Wahlrecht für den NHL Entry Draft 2023 sowie ein Zweitrunden-Wahlrecht für den NHL Entry Draft 2024. Um zusätzliches Gehalt gegenüber dem Salary Cap einzusparen, wurde O’Reilly jedoch zuvor kurzzeitig zu den Minnesota Wild transferiert, die erneut die Hälfte (effektiv also 25 %) seines Salärs übernahmen und dafür ein Viertrunden-Wahlrecht im NHL Entry Draft 2025 von Toronto erhielten. Darüber hinaus erhielten die Maple Leafs, die somit nur 25 % des Gehalts selbst tragen müssen, die Rechte an Josh Pillar von Minnesota.
In Toronto beendete Acciari die Saison 2022/23 und wechselte anschließend im Juli 2023 als Free Agent zu den Pittsburgh Penguins.

## Erfolge und Auszeichnungen
- 2015 NCAA-Division-I-Championship mit dem Providence College
- 2015 Hockey East Best Defensive Forward

## Karrierestatistik
Stand: Ende der Saison 2024/25
(Legende zur Spielerstatistik: Sp oder GP = absolvierte Spiele; T oder G = erzielte Tore; V oder A = erzielte Assists; Pkt oder Pts = erzielte Scorerpunkte; SM oder PIM = erhaltene Strafminuten; +/− = Plus/Minus-Bilanz; PP = erzielte Überzahltore; SH = erzielte Unterzahltore; GW = erzielte Siegtore; 1 Play-downs/Relegation; Kursiv: Statistik nicht vollständig)